# Injury Reserve
Injury Reserve ist eine US-amerikanische experimentelle Hip-Hop-Gruppe aus Tempe, Arizona. Sie besteht aus dem Rapper Ritchie With a T und dem Produzenten Parker Corey. Ein zweiter Rapper Jordan „Stepa J.“ Groggs verstarb im Juni 2020. Mit Mixtapes wie Live from the Dentist Office und Floss erspielte sich das Trio eine Fangemeinde im Internet und veröffentlichte 2019 sein selbstbetiteltes Debütalbum.

## Bandgeschichte
Nathaniel „Nate“ Ritchie alias Ritchie With a T zog mit seiner Familie in den Großraum Phoenix, wo seine Mutter ein Vangeschäft eröffnete. 2012 begann der Highschool-Schüler und begeisterte Rapper mit dem sieben Jahre älteren Stepa J. Groggs, einem Angestellten seiner Mutter, zusammenzuarbeiten. Im Hinblick auf eine Bandgründung empfahl ein Freund Ritchie den gleichaltrigen Hobbyproduzenten Parker Corey, der sich den beiden Rappern anschloss.
Da Phoenix nicht wie andere US-Großstädte über eine Hip-Hop-Szene verfügt, nutzten Injury Reserve vor allem das Internet, um bekannt zu werden. Erste Fans gewannen sie über das Subreddit r/hiphopheads und SoundCloud. Darüber hinaus traten sie in der Alternative-Szene der Stadt und bei Hauspartys neben Punkbands und House-DJs auf. Ernstzunehmende Gigs gab es etwa als Opener für Dilated Peoples. Nachdem ihr Manager sie an die DIY-Szene im Umfeld der Arizona State herangeführt hatte, veröffentlichte das Trio 2014 unter dem Titel Cooler Colors seine erste EP.
Ihr erstes Mixtape Live from the Dentist Office nahmen Injury Reserve 2015 in der Zahnarztpraxis von Coreys Großvater auf. Die Band präsentierte sich darauf reifer und jazziger als auf ihrem Debüt und konnte Gastrapper wie Chuck Inglish und Demi Hughes verpflichten. Das Tape blieb vom Mainstream unbemerkt, verbreitete sich aber via Mundpropaganda und brachte den dreien erstmals Kritikerlob ein. Auch der Nachfolger Floss (englisch für Zahnseide) mit der erfolgreichen Single Oh Shit!!! entstand in der Arztpraxis und beinhaltet Gastauftritte von etablierten Künstlern wie Vic Mensa und Cakes da Killa.
2017 zogen Injury Reserve nach Los Angeles und absolvierten im folgenden Sommer mit Ho99o9 und The Underachievers ihre erste US-Tournee. Mit ihrem eigenständigen, experimentellen Sound erregten sie die Aufmerksamkeit einiger Plattenfirmen und unterschrieben schließlich – als erst zweiter Hip-Hop-Act nach Denzel Curry – einen Vertrag beim Independent-Label Loma Vista Recordings. 2018 waren sie erstmals als Headliner unterwegs und wurden dabei teilweise von JPEGMAFIA unterstützt. Im Mai 2019 erschien bei Loma Vista das selbstbetitelte erste Studioalbum der Band, auf dem unter anderem Gastauftritte von Aminé, Freddie Gibbs und D.R.A.M. zu hören sind.
Jordan Alexander „Stepa J.“ Groggs (* 1. Juni 1988) verstarb am 29. Juni 2020 im Alter von 32 Jahren.

## Stil
Die Musik von Injury Reserve wird den Genres Alternative Hip-Hop und Jazz-Rap zugeordnet und zeichnet sich durch ein hohes Maß an Experimentierfreudigkeit aus. Die vielseitige Produktion, die von einer gewissen „DIY-Verrücktheit“ geprägt ist, reicht von scharfem Trap bis hin zu verträumter Chillwave.
Complex bezeichnete die Musik als „lebhaften Jazz-Hip-Hop“, der alle erdenklichen Genres – von Punk über Grime bis EDM – mit einbeziehe und auch als Partymusik geeignet sei. Auf dem zweiten Mixtape Floss werden etwa K-Pop und neuseeländische Kriegsgesänge gesampelt und vermehrt mit Auto-Tune gearbeitet. Somit gelingt es Injury Reserve trotz Reminiszenzen an den Hip-Hop des Golden Age mit Interpreten wie A Tribe Called Quest und Black Sheep ihren Sound zeitgenössisch zu gestalten. Als größten musikalischen Einfluss nennen alle drei Mitglieder Kanye Wests My Beautiful Dark Twisted Fantasy.

“Our biggest influencers are artists who make easily digestible music while pushing the boundaries of what that even is (...) Weird sounds that can also sound like pop songs. It’s not like you have to ‘understand’ it.”

„Unsere größten Einflüsse sind Künstler, die leicht verdauliche Musik machen und dabei die Grenzen von dem erweitern, was das überhaupt ist (...) Schräge Sounds, die genauso wie Popsongs klingen können. Es ist nicht so, als müsste man es ‘verstehen’.“

Textlich verarbeitet die Gruppe unter anderem Alltagsprobleme wie Drogenabhängigkeit, zeigt sich aber auch kritisch gegenüber der Musikindustrie und adressiert Themen wie Rassismus.
Die Texte sind mitunter sehr persönlich. In Look Mama I Did It und Whatever Dude („I been doing some stupid shit like going to work/When I could be doing some lucrative shit like writing a verse“) wird der Brotberuf in einem Foot Locker thematisiert. Zeilen wie „Yeah it’s good to be on/On, yeah, I’m on the clock/Cause these raps haven’t done shit but buy me a couple socks“ (Yo) und „Remember mama told me that I need to get my act together/Ten years passed the only difference is I’m rapping better“ (Oh Shit!!!) behandeln Unsicherheit und die eigene Glaubwürdigkeit. Während Ritchies Rapstil gesungener und energetischer wirkt, erinnerte Stepa J. Groggs mit seiner tieferen, etwas raueren Stimme an den Gangsta-Rap der 1990er-Jahre.

## Diskografie
Studioalben
- 2019: Injury Reserve
- 2021: By the Time I Get to Phoenix

Mixtapes und EPs
- 2014: Cooler Colors
- 2015: Live from the Dentist Office
- 2016: Floss
- 2017: Drive It Like It’s Stolen

Videos
- 2015: Whatever Dude
- 2015: Everybody Knows
- 2015: ttktv
- 2015: Yo
- 2016: Oh Shit!!!
- 2016: All This Money
- 2017: North Pole (feat. Austin Feinstein)
- 2017: See You Sweat
- 2017: Boom (X3)
- 2019: Jawbreaker (feat. Rico Nasty & Pro Teens)
- 2019: Jailbreak the Tesla (feat. Aminé)
- 2019: Koruna & Lime

Gastbeiträge
- 2018: Campfire (Aminé feat. Injury Reserve)